# Grande Prêmio da Grã-Bretanha de 1961
Resultados do Grande Prêmio da Grã-Bretanha de Fórmula 1 realizado em Aintree em 15 de julho de 1961. Quinta etapa da temporada, a prova marcou a última vitória do alemão Wolfgang von Trips e o primeiro título mundial de construtores de sua equipe, a Ferrari.

## Classificação da prova
| Pos. | Nº | Piloto                     | Construtor        | Voltas | Tempo/Diferença   | Grid | Pontos |
| ---- | -- | -------------------------- | ----------------- | ------ | ----------------- | ---- | ------ |
| 1    | 4  | Wolfgang von Trips         | Ferrari           | 75     | 2:40:53.6         | 4    | 9      |
| 2    | 2  | Phil Hill                  | Ferrari           | 75     | + 46.0            | 1    | 6      |
| 3    | 6  | Richie Ginther             | Ferrari           | 75     | + 46.8            | 2    | 4      |
| 4    | 12 | Jack Brabham               | Cooper-Climax     | 75     | + 1:08.6          | 9    | 3      |
| 5    | 8  | Jo Bonnier                 | Porsche           | 75     | + 1:16.2          | 3    | 2      |
| 6    | 36 | Roy Salvadori              | Cooper-Climax     | 75     | + 1:26.2          | 13   | 1      |
| 7    | 10 | Dan Gurney                 | Porsche           | 74     | + 1 volta         | 12   |        |
| 8    | 14 | Bruce McLaren              | Cooper-Climax     | 74     | + 1 volta         | 14   |        |
| 9    | 22 | Tony Brooks                | BRM-Climax        | 73     | + 2 voltas        | 6    |        |
| 10   | 16 | Innes Ireland              | Lotus-Climax      | 72     | + 3 voltas        | 7    |        |
| 11   | 42 | Masten Gregory             | Cooper-Climax     | 71     | + 4 voltas        | 16   |        |
| 12   | 60 | Lorenzo Bandini            | Cooper-Maserati   | 71     | + 4 voltas        | 21   |        |
| 13   | 50 | Tony Maggs                 | Lotus-Climax      | 69     | + 6 voltas        | 24   |        |
| 14   | 44 | Ian Burgess                | Lotus-Climax      | 69     | + 6 voltas        | 25   |        |
| 15   | 54 | Keith Greene               | Gilby-Climax      | 69     | + 6 voltas        | 26   |        |
| 16   | 56 | Carel Godin de Beaufort    | Porsche           | 69     | + 6 voltas        | 18   |        |
| 17   | 52 | Wolfgang Seidel            | Lotus-Climax      | 58     | + 17 voltas       | 22   |        |
| Ret  | 18 | Jim Clark                  | Lotus-Climax      | 62     | Vazamento de óleo | 8    |        |
| DSQ  | 26 | Jack Fairman Stirling Moss | Ferguson-Climax   | 56     | Desclassificados  | 20   |        |
| Ret  | 32 | Lucien Bianchi             | Lotus-Climax      | 45     | Câmbio            | 30   |        |
| Ret  | 28 | Stirling Moss              | Lotus-Climax      | 44     | Freios            | 5    |        |
| Ret  | 20 | Graham Hill                | BRM-Climax        | 43     | Motor             | 11   |        |
| Ret  | 58 | Giancarlo Baghetti         | Ferrari           | 27     | Acidente          | 19   |        |
| Ret  | 48 | Tony Marsh                 | Lotus-Climax      | 25     | Ignição           | 27   |        |
| Ret  | 34 | John Surtees               | Cooper-Climax     | 23     | Diferencial       | 10   |        |
| Ret  | 38 | Tim Parnell                | Lotus-Climax      | 12     | Embreagem         | 29   |        |
| Ret  | 46 | Jackie Lewis               | Cooper-Climax     | 7      | Handling          | 15   |        |
| Ret  | 40 | Gerry Ashmore              | Lotus-Climax      | 7      | Ignição           | 26   |        |
| Ret  | 30 | Henry Taylor               | Lotus-Climax      | 5      | Acidente          | 17   |        |
| Ret  | 62 | Massimo Natili             | Cooper-Maserati   | 0      | Câmbio            | 28   |        |
| WD   | 24 | Olivier Gendebien          | Emeryson-Maserati |        | Carro inconcluso  |      |        |

## Tabela do campeonato após a corrida
|   | Pos. | Piloto             | Pontos |
| - | ---- | ------------------ | ------ |
|   | 1    | Wolfgang von Trips | 27     |
|   | 2    | Phil Hill          | 25     |
| 1 | 3    | Richie Ginther     | 16     |
| 1 | 4    | Stirling Moss      | 12     |
|   | 5    | Giancarlo Baghetti | 9      |

|  | Pos. | Equipe        | Pontos |
|  | ---- | ------------- | ------ |
|  | 1    | Ferrari       | 38     |
|  | 2    | Lotus-Climax  | 16     |
|  | 3    | Porsche       | 11     |
|  | 4    | Cooper-Climax | 9      |
|  | 5    | BRM-Climax    | 1      |

- Nota: Somente as primeiras cinco posições estão listadas. Em 1961 apenas os cinco melhores resultados, dentre pilotos ou equipes, eram computados visando o título. Neste ponto esclarecemos: conforme o site oficial da Fórmula 1, o vencedor dentre os pilotos recebia nove pontos, mas na seara dos construtores tal escore era de oito pontos e na tabela figurava somente o melhor colocado dentre os carros de um time.